# Del-Fi Records
Del-Fi Records  también en algunas ocasiones llamada Del-Fi fue una compañía discográfica estadounidense, fundada en 1958 por el actualmente fallecido Bob Keane, localizada en el reconocido lugar de varios estudios de cines en Hollywood, California. Su mayor artista reconocido de la discográfica fue el reconocido y fallecido cantante mexicano-estadounidense de rock: Ritchie Valens, ya que fue el artista más reconocido de la discográfica grabando uno de sus mayores éxitos del cantante titulado "Come On, Let's Go" al igual que también obtuvo éxito por el sencillo "Donna", igualmente grabado por la discográfica.
La primera grabación de la discográfica fue el sencillo "Caravan" del músico Henri Rose en 1958.
También la discográfica ha editado algunos materiales recopilatorios del músico vanguardista estadounidense de culto: Frank Zappa.
Igual la discográfica tiene artistas de distintos géneros musicales, que también tuvieron un reconocimiento de forma independiente como: The Bobby Fuller Four, The Centurions, The El Caminos, entre otros.
La discográfica se enfoca en distintos géneros, pero principalmente en el: rock, rock and roll, pop, jazz, soul y doo-wop.
La discográfica también tuvo otro subsello llamado Ronda Records.
La discográfica cesó en septiembre de 2003 y actualmente los derechos de la discográfica son propiedad de Warner Music Group.

## Algunos artistas de la discográfica
- Bobby Curtola
- Emil Richards
- Frank Zappa
- Kari Wuhrer
- Johnny Crawford
- Ritchie Valens
- Ron Holden
- The Bobby Fuller Four
- The Centurions
- The El Caminos